# Homorthodes peridia
Homorthodes peridia är en fjärilsart som beskrevs av Augustus Radcliffe Grote 1883. Homorthodes peridia ingår i släktet Homorthodes och familjen nattflyn. Inga underarter finns listade i Catalogue of Life.